# ترلابیت
ترلابیت (به اسپانیایی: Torrelavit) یک شهرستان در اسپانیا است که در استان بارسلون واقع شده‌است.

## خصوصیات
ترلابیت ۲۳٫۷۲ کیلومترمربع مساحت و ۱٬۳۸۳ نفر جمعیت دارد و ۲۰۲ متر بالاتر از سطح دریا واقع شده‌است.